# Lajos Biró
Pour les articles homonymes, voir Biró.
Dans le nom hongrois Biró Lajos, le nom de famille précède le prénom, mais cet article utilise l’ordre habituel en français Lajos Biró, où le prénom précède le nom.
Lajos Biró, né Lajos Blau le 22 août 1880 à Nagyvárad (actuel Oradea) et mort le 9 septembre 1948 à Londres, est un scénariste, un dramaturge et un écrivain hongrois.

## Biographie
Lajos Biró est journaliste lorsqu'il quitte la Hongrie pour se réfugier Vienne (Autriche) en 1918. Il y commence une longue collaboration avec Alexander Korda.

## Théâtre
- The Czarina / Die Zarin
- Hotel Imperial
- The Moon-Flower
- Der letzte Kuss
- 1929 : Das große Spiel

## Littérature
- 1913 : Flirt und andere Novellen
- 1916 : Hotel Stadt Lemberg
- 1917 : Don Juans drei Nächte
- 1921 : Die Juden von Bazin
- 1921 : Die Serpolette
- 1924 : Amor und Psyche
- 1929 : Masken der Ehe, illustré par Mihály Bíró
- Das Haus Molitor
- Eine Dubarry von Heute

## Filmographie
- 1917 : Don Juans drei Nächte
- 1918 : Hotel Imperial de Jenő Janovics
- 1920 : Prinz und Bettelknabe de Alexander Korda
- 1922 : Das Haus Molitor de H.K. Breslauer
- 1922 : Die Tragödie eines verschollenen Fürstensohnes de Alexander Korda
- 1924 : Paradis défendu de Ernst Lubitsch
- 1924 : La Tragédie des Habsbourg (Tragödie im Hause Habsburg) de Alexander Korda
- 1925 : Eve's Secret de Clarence Badger
- 1926 : Don Juan's Three Nights (en) de John Francis Dillon
- 1927 : Quand la chair succombe de Victor Fleming
- 1927 : The Heart Thief de Nils Olaf Chrisander
- 1927 : Une Dubarry moderne de Alexander Korda
- 1927 : Hotel Imperial de Mauritz Stiller
- 1928 : La Belle exilée (Adoration) de Frank Lloyd
- 1928 : The Haunted House (en) de Benjamin Christensen
- 1928 : Night Watch de Alexander Korda
- 1928 : The Yellow Lily de Alexander Korda
- 1928 : Crépuscule de gloire de Josef von Sternberg
- 1930 : Le Beau Contrebandier (Women Everywhere), de Alexander Korda
- 1931 : Michael and Mary (en) de Victor Saville
- 1931 : Le Train fantôme (en) de Walter Forde
- 1931 : Their Mad Moment (en) de Chandler Sprague
- 1931 : Seitensprünge de Steve Sekely
- 1932 : Maryrose et Rosemary de Alexander Korda
- 1932 : The Faithful Heart de Victor Saville
- 1932 : Service for Ladies de Alexander Korda
- 1933 : La Vie privée d'Henry VIII de Alexander Korda
- 1933 : Strange Evidence (en) de Robert Milton
- 1934 : Le Mouron rouge de Harold Young
- 1934 : La Vie privée de Don Juan de Alexander Korda
- 1934 : Catherine de Russie de Paul Czinner
- 1935 : Bozambo de Zoltan Korda
- 1936 : I Loved a Soldier de Henry Hathaway
- 1936 : Rembrandt de Alexander Korda
- 1936 : L'Homme qui fait des miracles (en) de Lothar Mendes
- 1937 : Le Retour du Mouron rouge (en) de Hanns Schwarz
- 1937 : Le Chevalier sans armure de Jacques Feyder
- 1937 : Sous la robe rouge de Victor Sjöström
- 1937 : Le Mystère de la Section 8 de Victor Saville
- 1938 : Alerte aux Indes de Zoltan Korda
- 1938 : Le Divorce de Lady X de Tim Whelan
- 1939 : Les Quatre Plumes blanches de Zoltan Korda
- 1939 : Hôtel Imperial (en) de Robert Florey
- 1939 : Mademoiselle Crésus de Thornton Freeland
- 1939 : Tiszavirág (hu) de Géza Bolváry
- 1940 : Le Voleur de Bagdad de Ludwig Berger, Michael Powell et Tim Whelan
- 1940 : Quand la chair succombe (en) de Louis King
- 1943 : Les Cinq Secrets du désert de Billy Wilder
- 1945 : Scandale à la cour de Ernst Lubitsch et Otto Preminger
- 1947 : Un mari idéal de Alexander Korda
- 1955 : Les Quatre Plumes blanches de Terence Young et Zoltan Korda

## Nominations
- Oscars du cinéma 1929 : Oscar de la meilleure histoire originale pour Crépuscule de gloire